# Hlohyně šarlatová

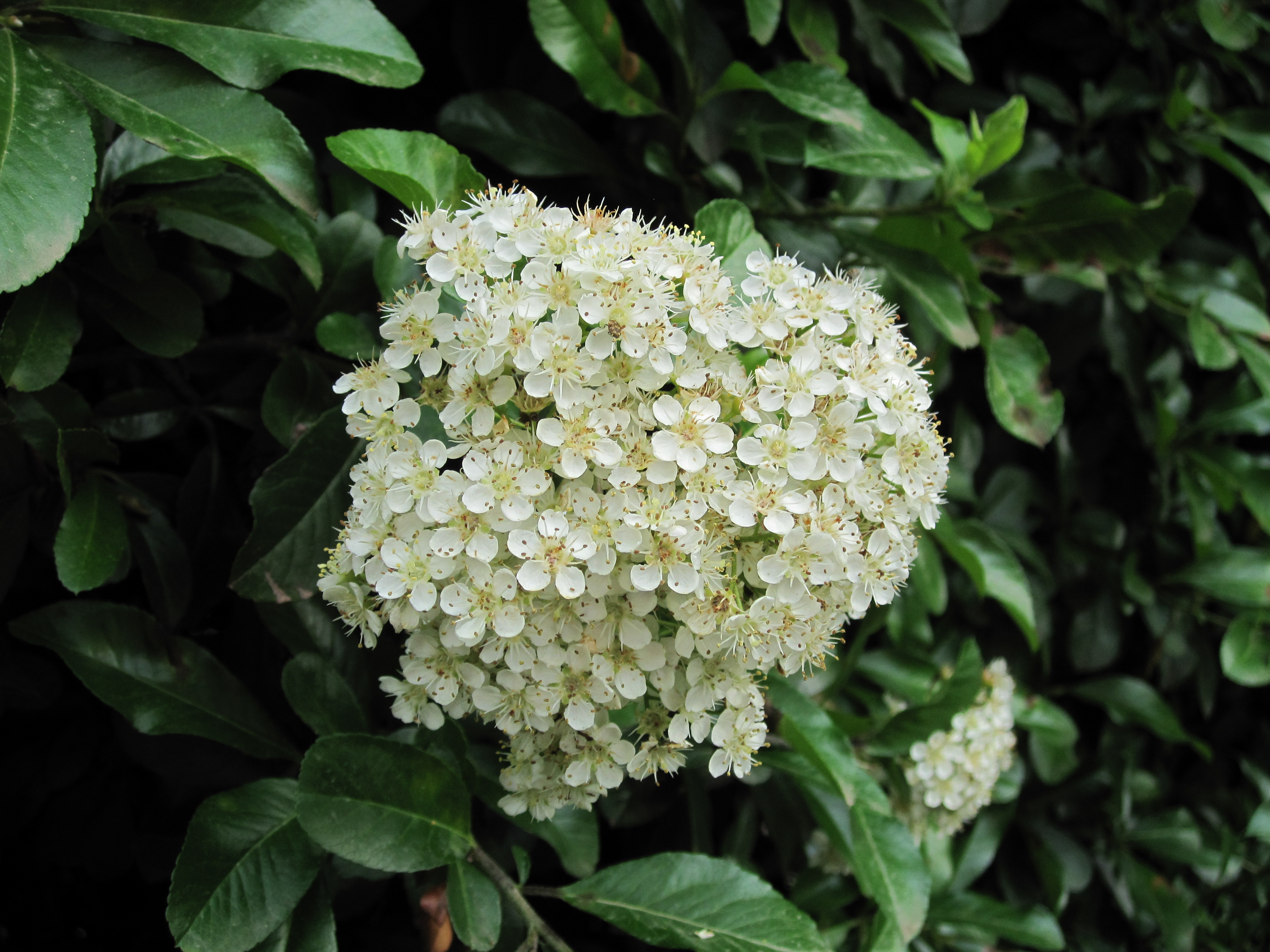
Květenství

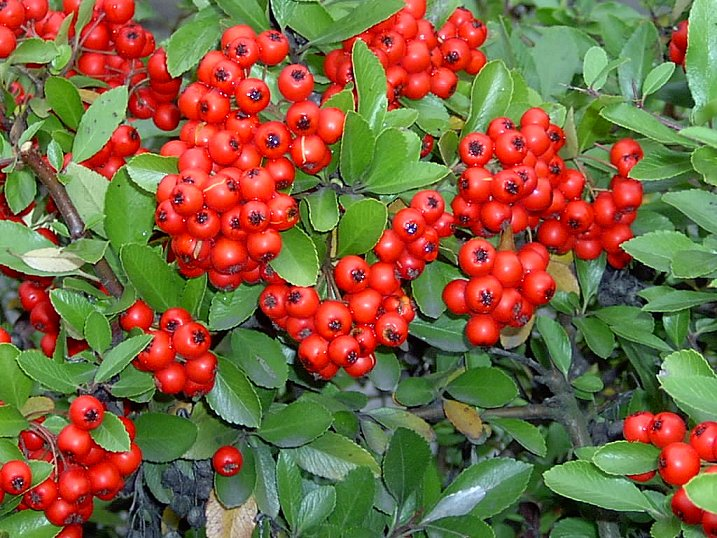
Plodenství

Hlohyně šarlatová (Pyracantha coccinea) je okrasný, stálezelený keř vysoký průměrně dva až tři metry. Celoročně je ozdobný svými zelenými listy, v květnu a červnu záplavou drobných bílých květů a na podzim spoustou šípkům podobných plodů v různých odstínech červené barvy. Je jediným druhem rodu hlohyně, který se v české přírodě vyskytuje. Není v České republice původní rostlinou, je považovaná za naturalizovaný neofyt, který má velký potenciál k dalšímu šíření. Do volné krajiny se pravděpodobně dostává semeny roznášenými hlavně ptáky a hlodavci žeroucími její plody. Poprvé byla zjištěna planě rostoucí v okolí Prahy roku 2002 a postupně jsou nacházeny další lokality.

## Rozšíření
Dřevina pochází z oblastí jižní Evropy od Itálie až po Krym, z okolí Kavkazu a části Blízkého východu. Lidmi byla rozšířena do přírody západní a částečně i Střední Evropy, Střední Asie, do velké části Spojených států amerických, na jih Kanady, do Mexika a také do jižní Afriky.

## Ekologie
Nenáročná rostlina rostoucí na slunci i v polostínu, při plném zastínění méně kvete a plodí. Dá se pěstovat na téměř jakékoli půdě, s pH mírně kyselým až mírně alkalickým, dává však přednost půdám vápenitým, jílovitohlinitým až jílovitým, které jsou vlhké; skromně roste i na suchém stanovišti. Dobře snáší znečištěné ovzduší, proto se může sázet podél dálnic a v průmyslových zónách měst. Nesnáší mrazové kotliny, při extrémních mrazech keře namrzají, po seříznutí většinou dobře obrážejí, mladé rostliny jsou na silné mrazy citlivější. Je fanerofyt kvetoucí v květnu a červnu, plody bývají plně vybarvené koncem září. Ploidie je 2n = 34.

## Popis
Neopadavý, nepopínavý keř dorůstající běžně do výšky 2 m, při růstu u opory může být i vyšší. Jeho mladé větve bývají zbarvené červenohnědě, jsou řídce porostlé plstnatými, časem olysávajícími chlupy a vytrvalými, 1 až 1,5 cm dlouhými kolci, což je zvláštní druh trnů vzniklý přeměnou krátkých zašpičatělých větévek. Přezimující střídavé listy s krátkým řapíkem jsou 2 až 4 cm dlouhé, 1 až 1,5 cm široké a mají opadavé palisty. Celistvá listová čepel bývá podlouhle kopinatá až úzce eliptická, na bázi je zúžená do řapíku a na vrcholu tupá, po obvodě jemně vroubkovaná a v mládí je po obou stranách řídce plstnatá a později olysává.
Drobné, pětičetné, bílé nebo růžové květy široké okolo 6 mm vyrůstají v bohatých květenstvích, mnohoramenných chocholících širokých až 4 cm a obsahující až 40 květů. Květy jsou symetrické, oboupohlavné, jejich vytrvalý kalich s chlupatými, trojúhelníkovitými lístky vytváří zvonkovitou češuli. Korunní lístky jsou na bázi nehetnatě stažené, okrouhlé, 2 až 4 mm dlouhé, bílé, vzácně růžové nebo nažloutlé. Krátkých tyčinek se žlutými prašníky bývá dvacet, z pěti plodolistů srostlý spodní semeník mívá v každém oddílu po dvou vajíčkách a nese pět volných čnělek.
Plod je drobná, kulovitá, hladká malvice velká asi 5 mm, červeně nebo žlutě zbarvená. Je na stopce 5 až 10  mm dlouhé a na vrcholu má vytrvalé kališními lístky, obsahuje tmavě hnědá semena. Na keři vydrží do zimy, pokud je neoberou ptáci. Keře se rozmnožují semeny nebo bylinnými či polovyzrálými řízky s patkou starého dřeva.

## Význam
Hlohyně šarlatová bývá běžně pěstována ve skupinách i solitérně v parcích, zahradách i jako součást městské zeleně nenáročné na údržbu. Vysazuje se také do ozdobných či ohrazujících neproniknutelných živých plotů. Kvete a plodí na dvouletém, loňském dřevě, proto se stříhá a tvaruje do libovolných tvarů až v létě. Jsou vyšlechtěné mnohé kultivary s rozličnou mohutností růstu keře, s různou barvou, velikostí či tvarem plodů, které mohou být oranžové, cihlové nebo ohnivě červené, žluté a vzácně i bílé. Ve středoevropském klimatu se nejčastěji pěstují 'Bad Zwischenahn', 'Ebben', 'Golden Charmer', 'Kasan', 'Orange Glow', 'Mohave', 'Pauciflora', 'Red Column', 'Telstar' a jiné. Plody lze zpracovávat na aromatické džemy a kompoty.